# Боротьба (об'єднання)
Об'є́днання «Боротьба́» — проросійська ліва сталіністська організація в Україні, визнана сепаратистською.

## Історія
2 травня 2011 року на зборах оргкомітету було ініційовано створення об'єднання «Боротьба». Учасники Оргкомітету обрали Робочу групу в складі 20 осіб. Основу нової організації склали кілька політичних груп України, серед них: частина членів Організації марксистів, група колишніх членів ЛКСМУ і КПУ, не згодних із політикою керівництва цих організацій, учасники руху «Молодь проти капіталізму», молодіжного клубу «Іскра», Всеукраїнського союзу робітників, молодіжного об'єднання «Че Гевара», а також окремі активісти.
Збори Оргкомітету, на якому були присутні близько сорока людей із різних регіонів країни, поклало початок будівництва організації. Згодом були створені регіональні відділення у Києві та Київській області, Донецьку, Дніпрі, Криму, Вінниці, Запоріжжі, Луганській області, Кривому Розі і деяких інших містах країни.
30 квітня 2012 року відбувся Установчий з'їзд. У програмі «Боротьби» зазначено, що та керується принципами марксизму, антикапіталізму, антифашизму, політичному радикалізму та боротьбою за гендерну рівність. Організація виступає за скорочення робочого тижня до 30 годин, безоплатну систему освіти та охорони здоров'я, формування силових структур за принципом «народного ополчення», ліквідацію усіх форм приватної власності та товарно-грошових відносин, нейтральний статус України тощо.
Під час проросійських виступів в Україні у 2014 році «Боротьба» брала активну участь на боці проросійських сепаратистів та звезених на мітинги росіян, зокрема під час травневих виступів у Харкові. Поблизу харківського офісу «Боротьби» міліція знайшла коктейлі Молотова.
24 січня 2014 року одеський обласний депутат і представник «Боротьби» Олексій Албу брав участь у подіях біля Одеської обласної ради. Крім «Боротьби», там були присутні члени «Партії регіонів», КПУ та російські козаки й представники «Слов’янської єдності».
У листопаді 2014 року активісти організації були затримані в Молдові за підозрою у діяльності з дестабілізації ситуації в країні напередодні парламентських виборів.

## Критика
Багато українських лівих організацій звинувачували організацію «Боротьба» у співпраці з проросійськими консервативними та ультраправими силами, відмовляючи їй у приналежності до лівого руху. У березні 2014 року було опубліковано відповідне звернення, під яким підписалася низка організацій, зокрема Пряма дія, Автономна спілка трудящих, Анархістський чорний хрест (Київ), соціалістичне об'єднання «Ліва опозиція». Більшість ліворадикальних організацій України відмовилися від будь-якої форми співпраці та взаємодії з «Боротьбою», вважаючи ту сталіністською та проросійською.
Багато претензій на адресу цієї організації було зведено до статті «Від дрібних шахраїв до вбивць. Нарис про політичну еволюцію сталіністів з прикладу організації «Боротьба», авторство якої приписують Олександрові Володарському. Серед іншого, лідера одеської «Боротьби» Олексія Албу звинувачують у тому, що саме він повів людей до Будинку Профспілок 2 травня. Опублікований архів зламаної пошти Владислава Суркова (т.з. «Surkov leaks») вказував на платну співпрацю деяких керівників організації з Центром політичної кон'юнктури Росії, близьким до Адміністрації президента РФ.
Сайт «AltLeft» констатував: «Перед нами не черговий нешкідливий клуб любителів Йосипа Віссаріоновича, а прямі агенти режиму, небезпечні для будь-якого активіста».